# Scaphocalanus somaliensis
Scaphocalanus somaliensis is een eenoogkreeftjessoort uit de familie van de Scolecitrichidae. De wetenschappelijke naam van de soort is voor het eerst geldig gepubliceerd in 1997 door Vyshkvartzeva & Prusova.